# Šentpavel
Šentpavel – wieś w Słowenii, w gminie miejskiej Lublana. W 2018 roku liczyła 100 mieszkańców. 